# Kleis Bozhanaj
Kleis Bozhanaj (Tirana, 1º marzo 2001) è un calciatore albanese, centrocampista della Carrarese in prestito dal Modena.

## Caratteristiche tecniche
Trequartista abile tecnicamente e bravo negli inserimenti offensivi, è altresì rapido e veloce, oltre a essere un buon tiratore dalla distanza; ha sempre dichiarato di ispirarsi a Kakà.

## Carriera

### Club
Cresciuto nei settori giovanili di Partizani Tirana ed Empoli, con cui ha vinto un Campionato Primavera 1, il 31 agosto 2021 viene acquistato dallo Spezia, con cui firma un triennale, venendo subito ceduto in prestito per due stagioni al Casa Pia. Quasi mai impiegato con il club portoghese, il 13 luglio 2022 passa a titolo temporaneo alla Carrarese; il 5 gennaio 2023 viene acquistato a titolo definitivo dai marmiferi, con cui firma un quadriennale. Poche settimane più tardi viene ceduto al Modena, restando in prestito al club toscano fino al termine della stagione.
Rientrato al Modena, dopo aver saltato i primi mesi a causa di un infortunio al costato, si ritaglia un importante ruolo in rosa da subentrante, risultando decisivo per le vittorie contro Catanzaro e Reggiana, in cui segna le reti della vittoria nei minuti di recupero.
Il 14 luglio 2025 fa ritorno alla Carrarese con la formula del prestito.

### Nazionale
Ha giocato nelle nazionali giovanili albanesi Under-16, Under-17, Under-18 ed Under-19.

## Statistiche

### Presenze e reti nei club
Statistiche aggiornate al 13 maggio 2025.
| Stagione        | Squadra         | Campionato      | Campionato | Campionato | Coppe nazionali | Coppe nazionali | Coppe nazionali | Coppe continentali | Coppe continentali | Coppe continentali | Altre coppe | Altre coppe | Altre coppe | Totale | Totale |
| Stagione        | Squadra         | Comp            | Pres       | Reti       | Comp            | Pres            | Reti            | Comp               | Pres               | Reti               | Comp        | Pres        | Reti        | Pres   | Reti   |
| --------------- | --------------- | --------------- | ---------- | ---------- | --------------- | --------------- | --------------- | ------------------ | ------------------ | ------------------ | ----------- | ----------- | ----------- | ------ | ------ |
| 2021-2022       | Casa Pia        | SL              | 2          | 0          | TdP+TdL         | 1+0             | 0               | -                  | -                  | -                  | -           | -           | -           | 3      | 0      |
| 2022-2023       | Carrarese       | C               | 33+1       | 5          | CI-C            | 1               | 0               | -                  | -                  | -                  | -           | -           | -           | 35     | 5      |
| 2023-2024       | Modena          | B               | 21         | 3          | CI              | 0               | 0               | -                  | -                  | -                  | -           | -           | -           | 21     | 3      |
| 2024-2025       | Modena          | B               | 27         | 2          | CI              | 1               | 0               | -                  | -                  | -                  | -           | -           | -           | 28     | 2      |
| Totale Modena   | Totale Modena   | Totale Modena   | 48         | 5          |                 | 1               | 0               |                    | -                  | -                  |             | -           | -           | 49     | 5      |
| Totale carriera | Totale carriera | Totale carriera | 83+1       | 10         |                 | 3               | 0               |                    | -                  | -                  |             | -           | -           | 87     | 10     |

## Palmarès

### Club

#### Competizioni giovanili
- Campionato Primavera: 1

Empoli: 2020-2021